# Ревуцький Петро Дмитрович
Ревуцький Петро Дмитрович (1847 — 7 листопада 1911) — Росіянин, православного віросповідання, з потомственних дворянів Херсонської губернії, з 1911 р. — таємний радник, власник 1981 десятин землі. Одружений, мав двох дітей. П. Д. Ревуцький закінчив Рішельєвську гімназію і вчився у Новоросійському університеті, який не закінчив через хворобу. З 1866 р. він — канцелярський службовець херсонського повітового предводителя дворянства. У 1869 р. Петро Дмитрович вийшов у відставку. У 1871−1895 рр. він став почесним мировим суддею по Єлисаветградському округу, у 1874−1875 рр. — членом Єлисаветградського 217 з'їзду мирових суддів. У 1877−1882 рр. Петиро Дмитрович — голова з'їзду мирових суддів, у 1873−1898 рр. — почесний член Херсонського губернського піклування за дитячими притулками, у 1883−1892 рр. — єлисаветградський повітовий предводитель дворянства, голова Єлисаветградського комітету Російського товариства Червоного Хреста. 12 грудня 1907 р. П. Д. Ревуцький був обраний членом Державної ради від Херсонських губернських земських зборів, 8 вересня 1909 р. переобраний. Він входив до групи правого центру, обирався членом особливих комісій по законопроєктах: «Про старообрядні общини» (1909) «Про право забудови» (1911), «Про волосне земське управління» (1911) [121-124]. П. Д. Ревуцький був нагороджений орденами Святого Станіслава 3-го ступеня (1876), 2-го ступеня (1891) і 1-го ступеня (1900), Святої Анни 3-го ступеня (1886) і 2-го ступеня (1886), Святого Володимира 4-го ступеня (1888) і 3-го ступеня (1892). Похований Петро Дмитрович був у родинному склепі в Добровеличківці.
Зберігся будинок Петра Дмитровича Ревуцького в Добровеличківці, що використовувався як контора РЕМ в радянські часи, та залишки дендрологічного парку закладеного на березі річки Добра.